# Kispesti Textilgyár
A Kispesti Textilgyár (rövidített nevén: KISTEXT) egy egykor jelentős, mára már megszűnt budapesti textilgyár.

## Története
A Kispesti Textilgyár Rt.-t Kőbánya és Pestszentlőrinc határán Popper Hugó, Adolf és Károly alapította 1907. január 22-én. (Pestszentlőrinc közigazgatásilag 1874-től 1910-ig Kispesthez tartozott, ezért szerepel a gyár nevében Kispest.) 1919-ben csatlakozott a céghez Popper Károly veje, Ágoston Manó, akinek szakértelme hozzásegítette a vállalatot, hogy jelentős textilgyárrá nője ki magát. Pamutszövetet és abból abroszokat, ágyneműket és más háztartási textíliákat gyártottak, részben exportra is.
A gyár a II. világháború alatt nem szenvedett jelentős károkat, így a háború után ismét működni tudott. 1948 márciusában államosították. 1949-ben hozzá csatolták a Benkő Textilipari Rt. céget és ettől kezdve Kispesti Textilgyár Nemzeti Vállalat néven folytatta tevékenységét, majd 1950-ben nevét Kispesti Textilgyárra (röviden KISTEXT) változtatták.
1963. július 1-jével az iparvezetés több pamutipari vállalat összevonásával – köztük a KISTEXszel – létrehozta a Pamutnyomóipari Vállalatot (PANYOVA). A KISTEXT azonban 1980-ban egyesült a Soroksári Textilgyárral (SORTEX) és 1981-ben kivált a PANYOVÁból, hogy SORTEX néven önálló vállalatként működjön tovább 1992-ig, amikor is csődeljárás alá vonták, de nem számolták fel, hanem Kispesti Textilgyár Pamutipar Zrt. néven zártkörű részvénytársasággá alakították át. 1998-tól Printex Pamutipari Rt. néven folytatta tevékenységét, de csődbe ment és 2000-ben a nyíregyházi AMM-TEX Textilkeresedelmi Kft. vásárolta meg, amely azonban szintén csődbe ment és felszámolás alá került.

## Képtár

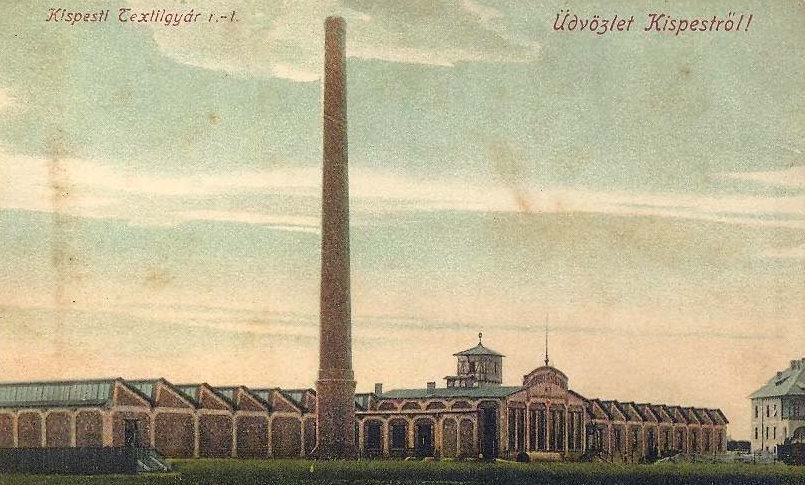
A KISTEXT a 20. század első felében
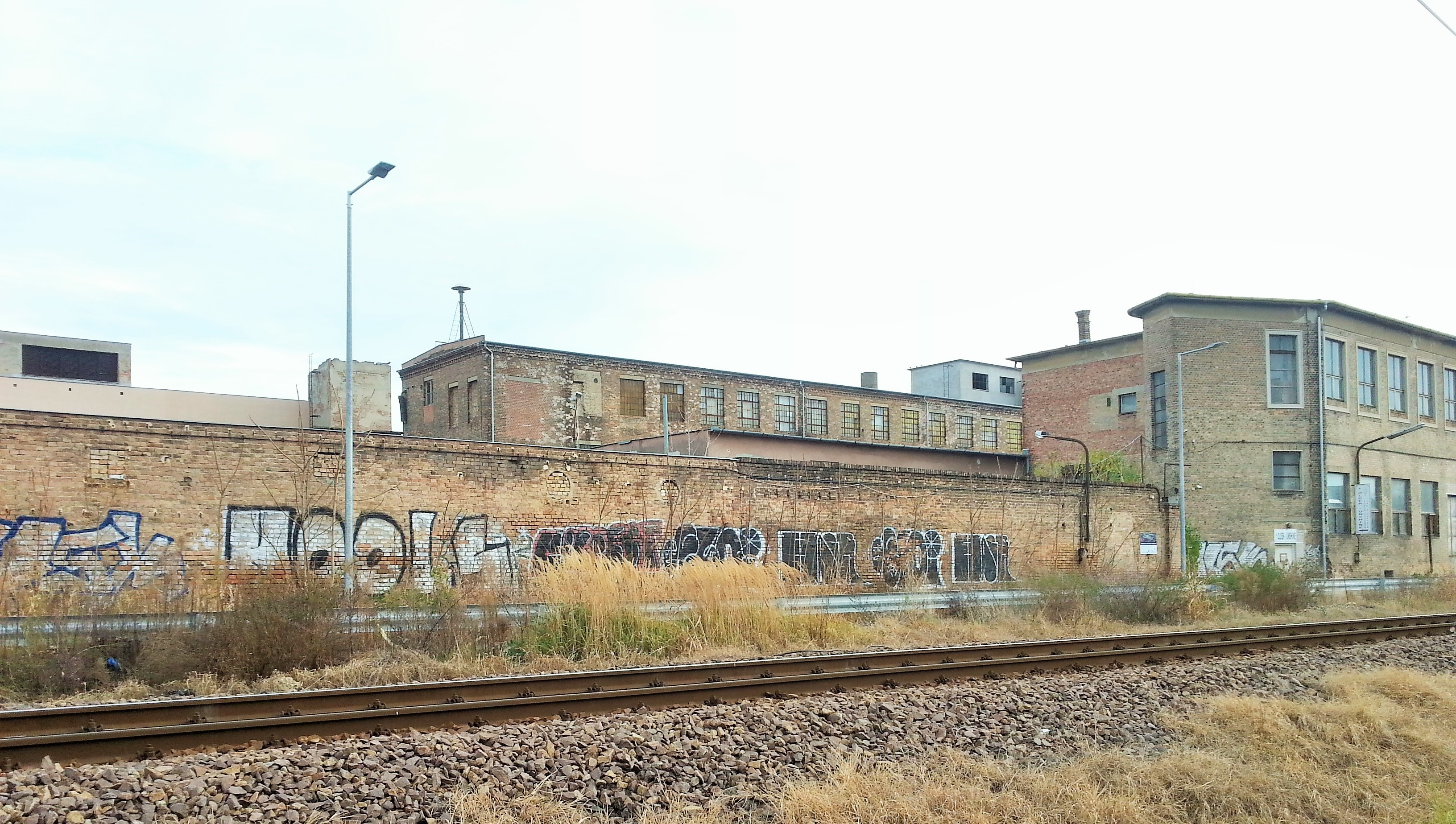
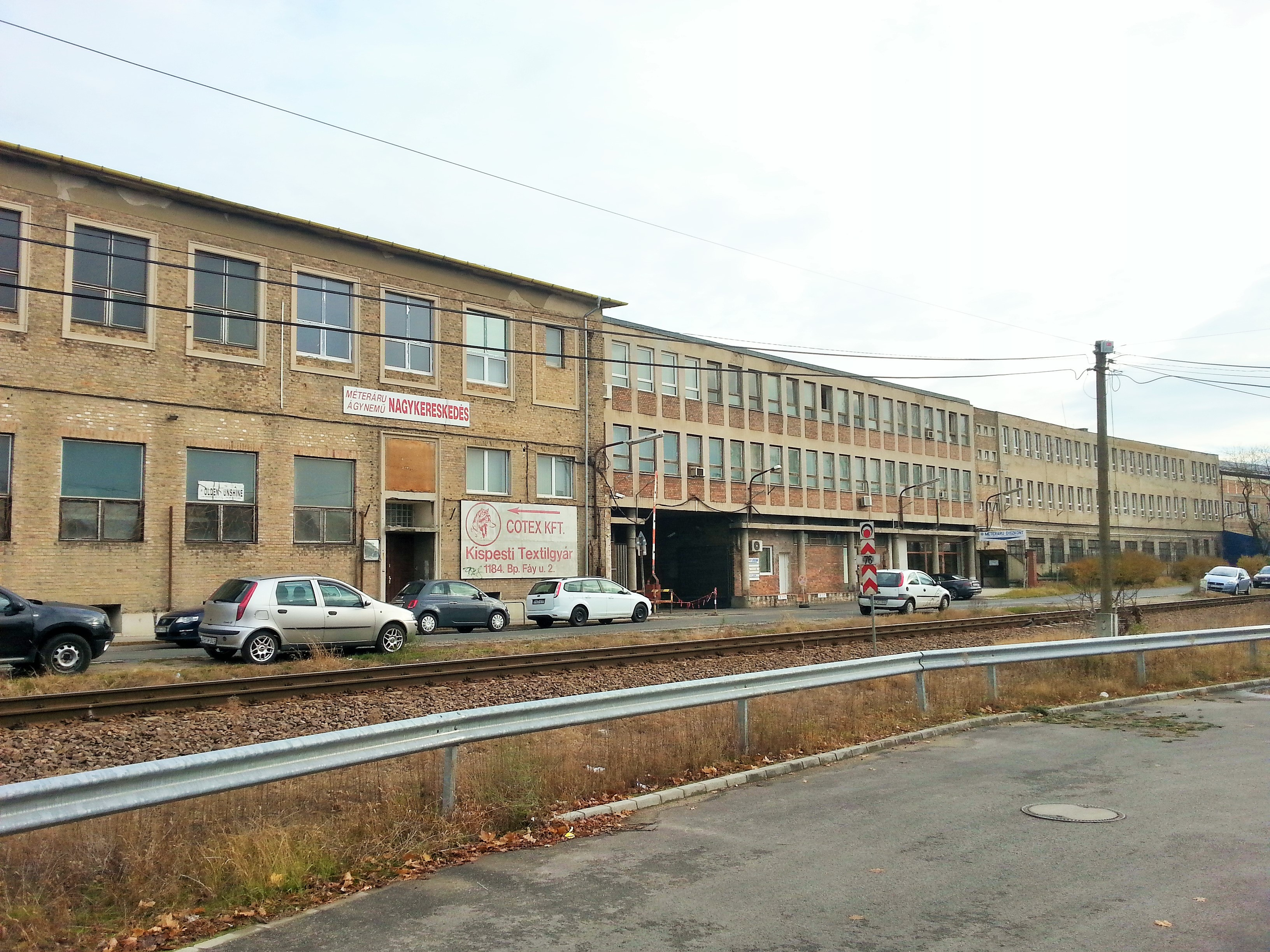
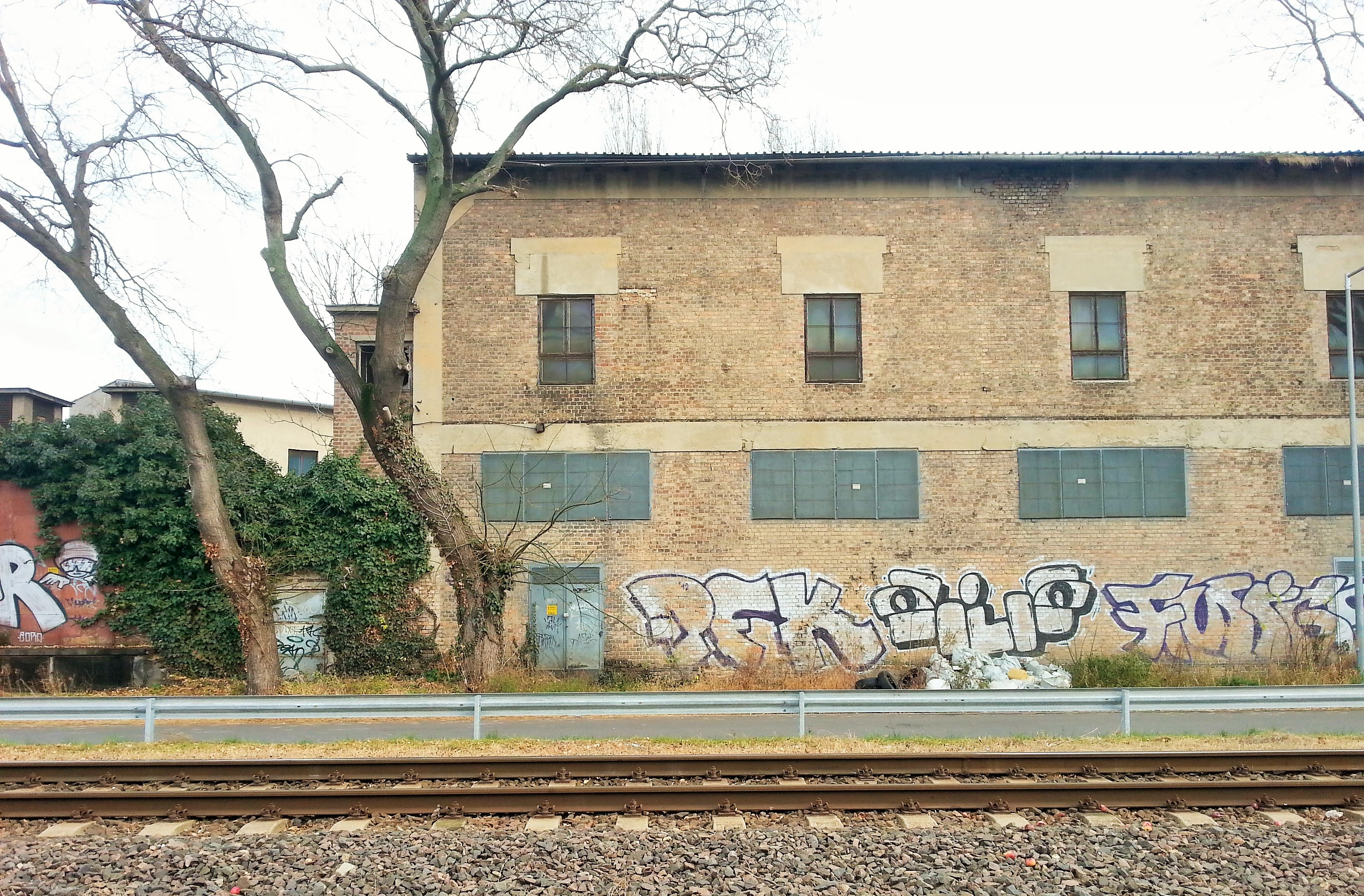
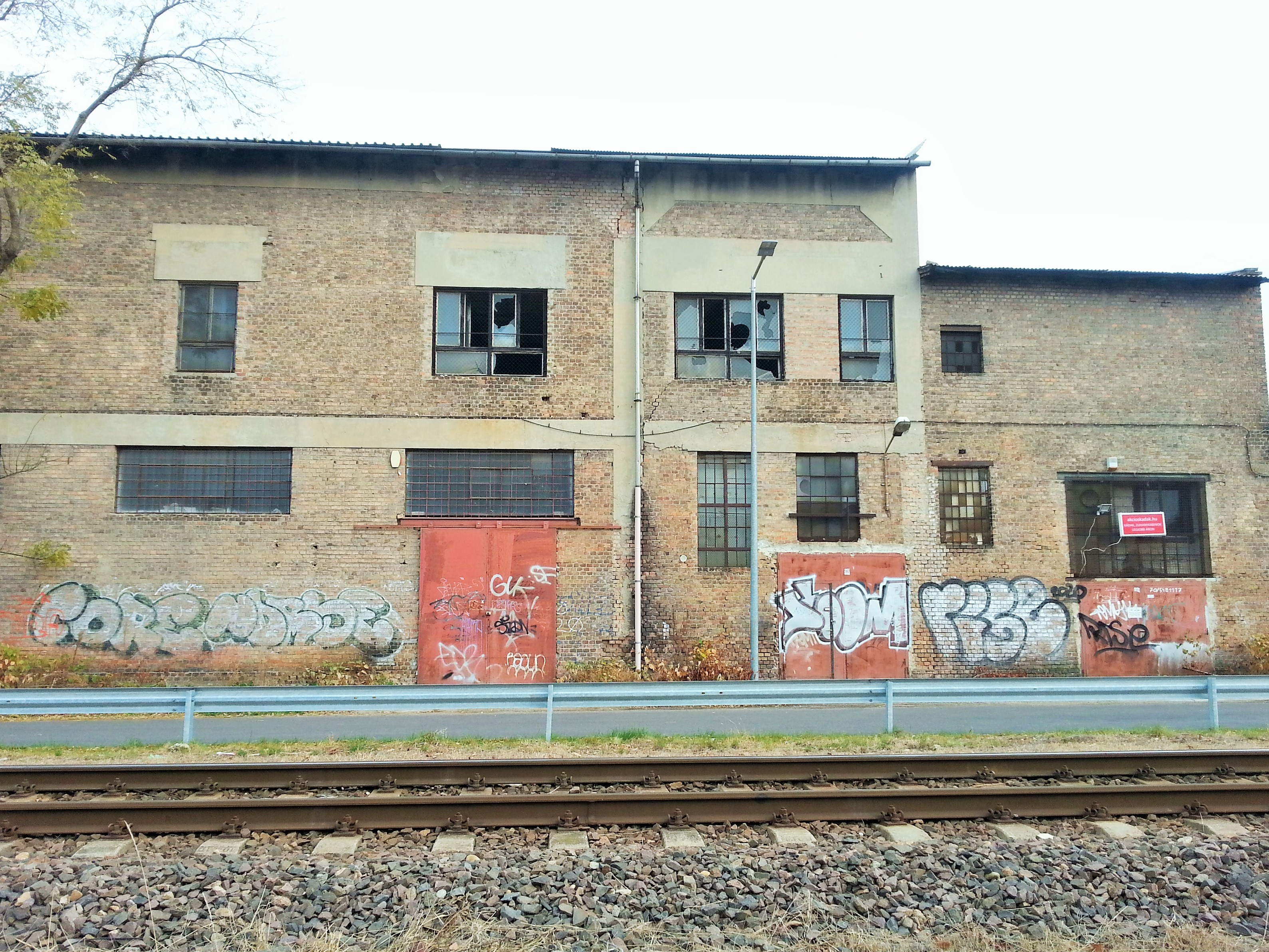
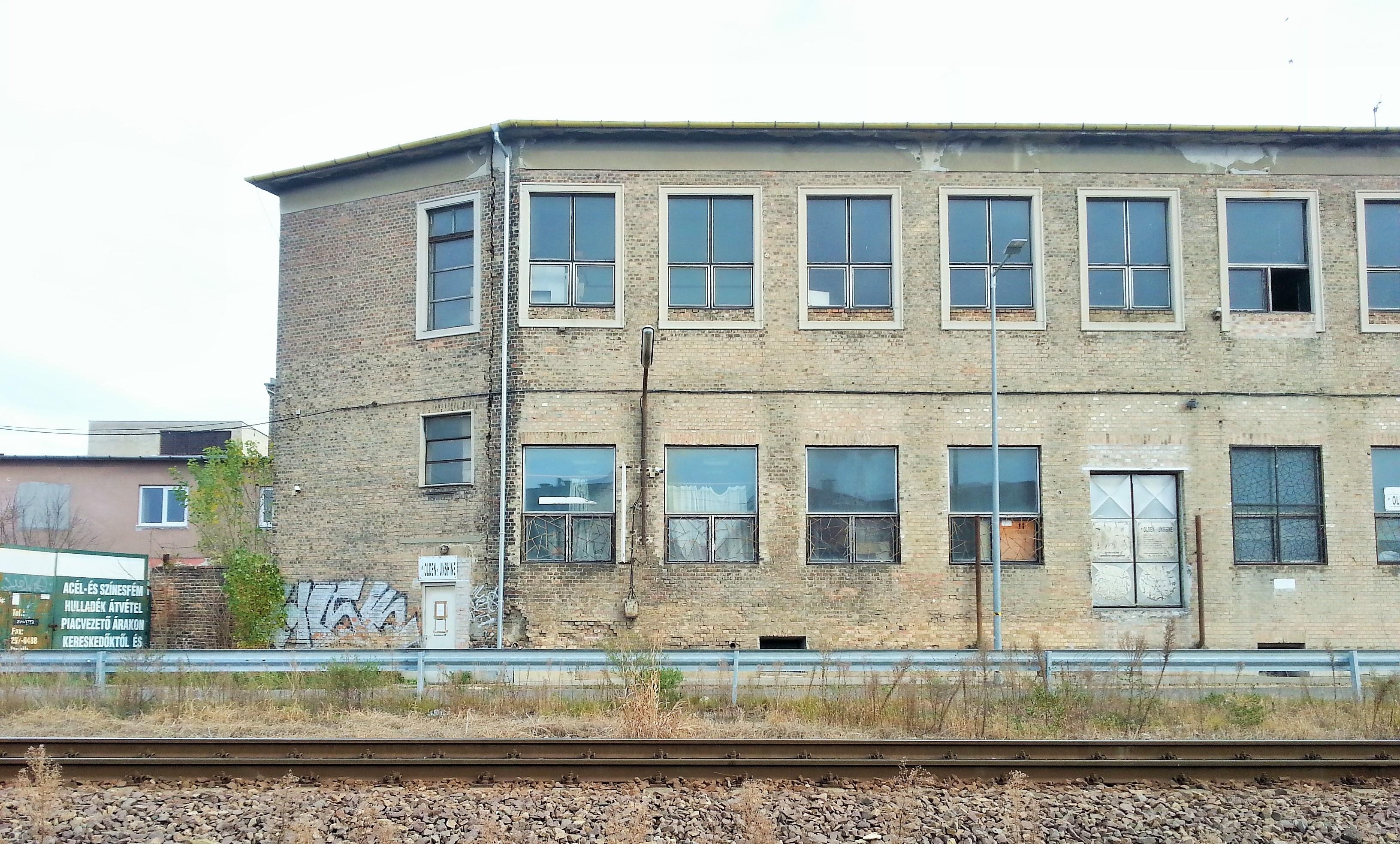
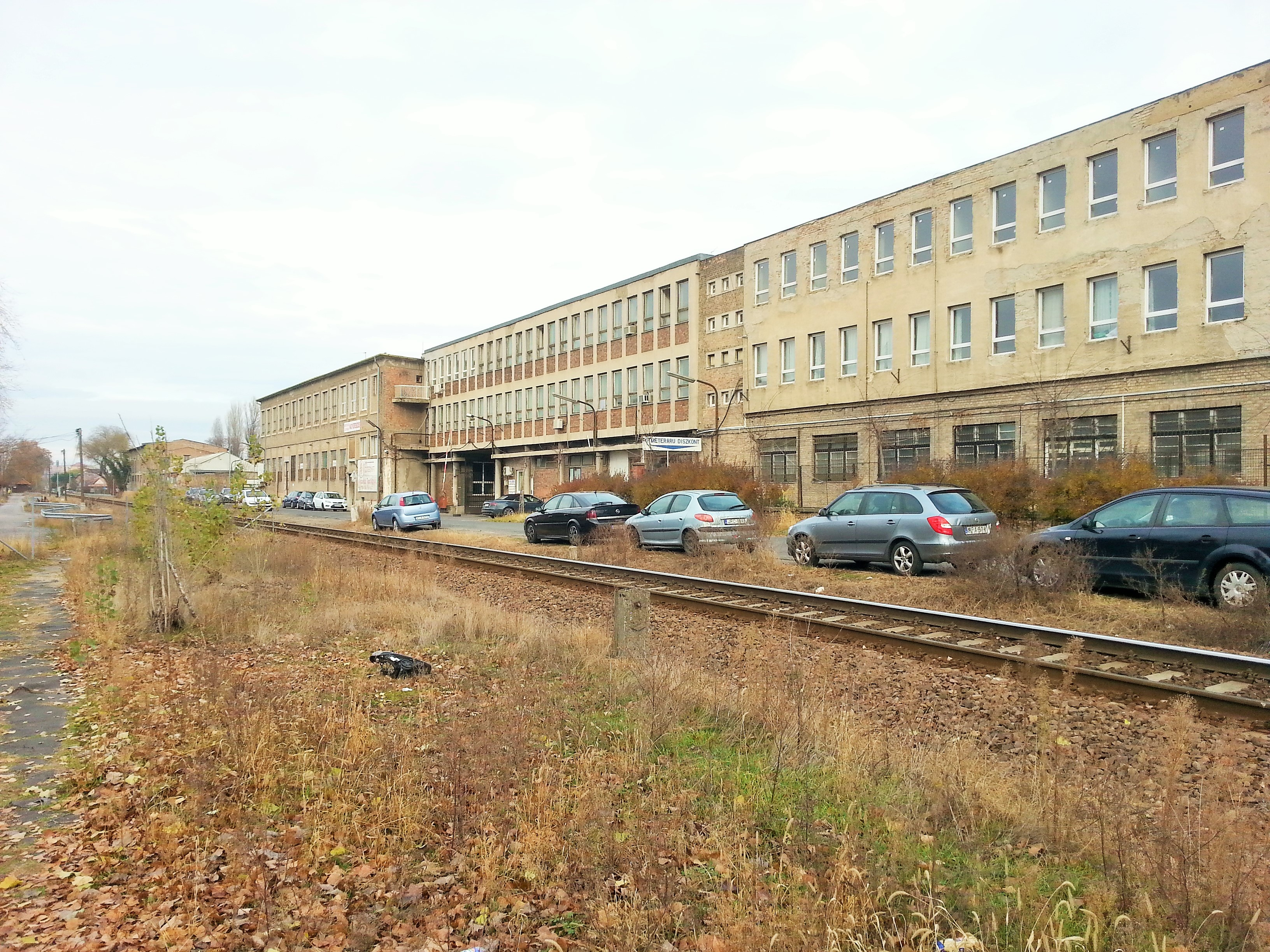
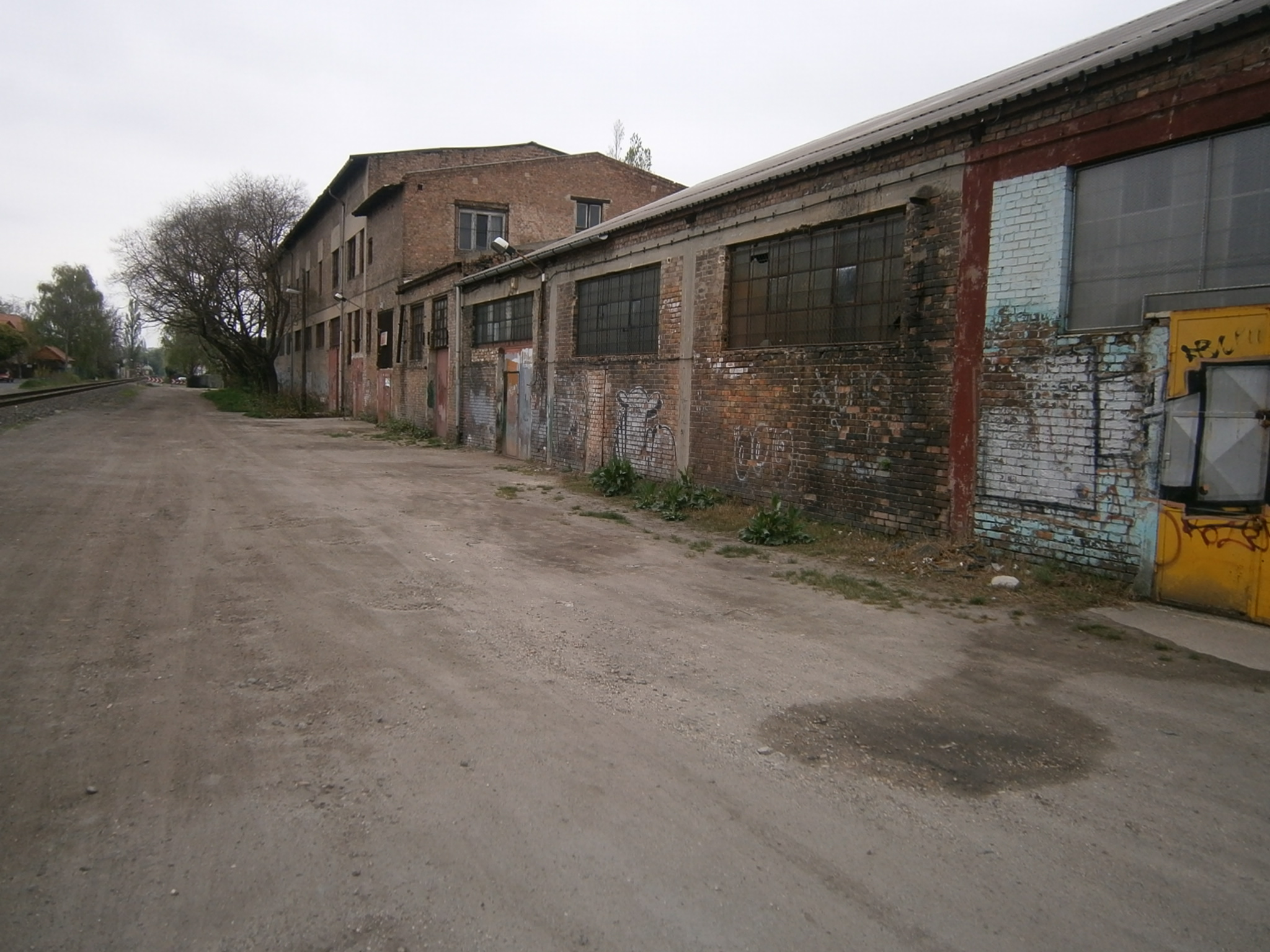
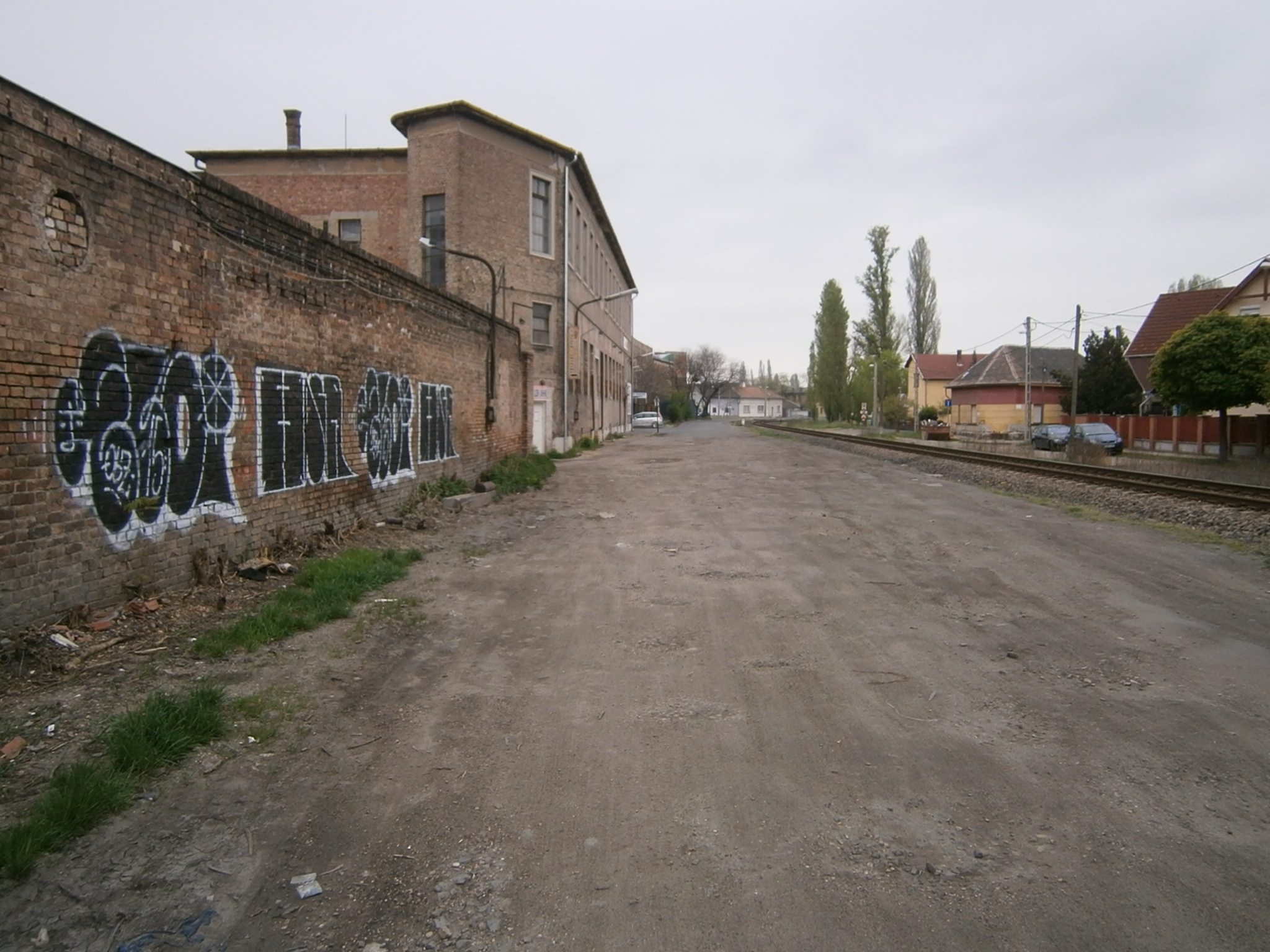

## Kapcsolódó szócikk
- Kispesti Textil SE
- Benkő Textilipari Rt.
- Budapesti gyárak listája